# Jug Mitić
Jug Mitić (serbisch-kyrillisch Југ  Митић; * 1. Januar 1999 in Belgrad, BR Jugoslawien) ist ein serbischer Eishockeytorwart, der seit 2015 beim KHK Roter Stern Belgrad in der International Hockey League und der serbischen Eishockeyliga spielt.

## Karriere
Jug Mitić begann seine Karriere als Eishockeyspieler beim HK Beostar, für den er als 14-Jähriger in der serbischen Eishockeyliga debütierte. 2015 wechselte er zum KHK Roter Stern Belgrad, für den er zunächst ebenfalls in der serbischen Liga und seit 2017 auch in der International Hockey League, die das Team 2019 gewann, im Tor steht.

### International
Für Serbien nahm Mitić im Juniorenbereich an der Division II der U18-Weltmeisterschaften 2014, 2015, als er mit der besten Fangquote des Turniers zum besten Spieler seiner Mannschaft gewählt wurde, 2016, als er die beste Fangquote und den geringsten Gegentorschnitt des Turniers erreichte, und 2017. Darüber hinaus spielte er bei den U20-Weltmeisterschaften der Division II 2015, 2017, als er mit der zweitbesten Fangquote nach dem Südkoreaner Shim Hyoun-seop und dem drittbesten Gegentorschnitt nach Shim und dem Spanier Lucas Serna zum besten Torhüter des Turniers gewählt wurde, 2018 und 2019, als er mit der besten Fangquote und dem besten Gegentorschnitt des Turniers maßgeblich zum Aufstieg der Serben von der B- in die A-Gruppe der Division beitrug.
Im Seniorenbereich stand Mitić erstmals 2018 bei der Weltmeisterschaft 2018 in der Division II im serbischen Kader, wurde aber nicht eingesetzt. Bei der Weltmeisterschaft 2019 kam er in der Division II zu seinem ersten WM-Einsatz, als er im Spiel gegen die Volksrepublik China gegen Ende des zweiten Drittels für gut drei Minuten eingewechselt wurde. Zudem vertrat er seine Farben bei der Olympiaqualifikation für die Winterspiele in Peking 2022.

## Erfolge und Auszeichnungen
- 2015 Beste Fangquote bei der U18-Weltmeisterschaft der Division II, Gruppe B
- 2016 Beste Fangquote und geringster Gegentorschnitt bei der U18-Weltmeisterschaft der Division II, Gruppe B
- 2017 Bester Torhüter bei der U20-Weltmeisterschaft der Division II, Gruppe B
- 2019 Aufstieg in die Division II, Gruppe A, bei der Weltmeisterschaft der Division II, Gruppe B
- 2019 Bester Torwart, geringster Gegentorschnitt und höchste Fangquote bei der Weltmeisterschaft der Division II, Gruppe B
- 2019 Aufstieg in die Division I, Gruppe B, bei der Weltmeisterschaft der Division II, Grupp A
- 2019 Gewinn der International Hockey League mit dem KHK Roter Stern Belgrad